# Russellite
La russellite est un minéral de tungstate de bismuth de formule chimique Bi2WO6 faisant partie du groupe de la koechlinite. Elle cristallise dans le système orthorhombique et forme généralement des grains de couleur jaune ou jaune-vert, avec une dureté de 3,5 sur l'échelle de Mohs. Elle est l'analogue bismuth de la tungstibite. Son symbole IMA est Rll.
Le nom de la russellite honore le minéralogiste Sir Arthur Russell (en) (1878-1964). Elle a été trouvée en 1938 dans la wolframite de sa localité type : la mine Castle-an-Dinas, près de St Columb Major dans les Cornouailles. Elle se produit comme une altération secondaire d'autres minéraux contenant du bismuth dans les gisements de minerai hydrothermaux de tungstène-étain, les pegmatites et les greisens. Elle est généralement associée à du bismuth natif, de la bismuthinite, de la bismite, de la wolframite, de la ferbérite, de la scheelite, de la ferritungstite, de l'anthoinite, de la mpororoïte, de la koechlinite, de la cassitérite, de la topaze, de la muscovite, de la tourmaline et du quartz. Bien qu'elle ne soit pas commune, ces gisements sont nombreux dont notamment 27 sites en Europe.